# Kléber Balmat
Kléber Balmat (* 22. Juni 1896; † 2. Juli 1961) war ein französischer Skisportler.
Balmat, der für den CS Chamonix startete, startete erstmals bei den Olympischen Winterspielen 1924 in seiner Heimat Chamonix-Mont-Blanc zu einem internationalen Turnier. Dort erreichte er im Skispringen von der Normalschanze mit Sprüngen auf 36 und 39 Meter den 15. Platz, womit er erfolgreichster Teilnehmer seines Landes an diesem Wettbewerb war. Im Einzel der Nordischen Kombination erreichte er nach einem 13. Platz im Springen und einem 9. Platz im Skilanglauf einen 10. Gesamtplatz. Vier Jahre später startete er erneut bei den Olympischen Winterspielen 1928 im Schweizer St. Moritz. Dabei konnte er an seine Leistungen von 1924 nicht mehr anknüpfen und kam im Skispringen nur auf den 24. und in der Kombination nur auf den 28. Platz.